# 山の日
山の日（やまのひ）は、日本の国民の祝日の一つ。日付は毎年8月11日。2016年（平成28年）1月1日施行の改正祝日法で制定。2020年 - 2021年は特措法により、2020年8月10日、2021年8月8日にそれぞれ日付が変更された。

## 概要
山の日は、2014年（平成26年）に制定された。祝日法（昭和23年7月20日法律第178号）2条では、「山に親しむ機会を得て、山の恩恵に感謝する」ことを趣旨としている。なお、祝日法では第2条で各祝日の趣旨を規定しているが、由来については規定しておらず、山の日の由来も同法には明示されていない。
「国民の祝日に関する法律の一部を改正する法律（平成26年法律第43号）」が2016年1月1日に施行され、8月11日は同年より国民の祝日「山の日」となった。2007年に「みどりの日」を5月4日に移動させた上で「昭和の日」（4月29日）が制定された時以来9年ぶりとなる、祝日の新設である。
なお、2020年（令和2年）は、東京五輪・パラリンピック特措法により、東京オリンピックの閉会式の翌日で、本来の「山の日」の前日となる8月10日（月曜日）に変更されたが、同年に発生した新型コロナウイルス感染症（COVID-19）流行の影響でオリンピックの開催は1年延期され、それにともなって特措法が改正され、2021年（令和3年）にも、延期されたオリンピックの日程に合わせて山の日を移動させることとなった。当初は閉会式翌日の8月9日（月曜日）に山の日を移動させることを想定していたが、自民党内から長崎原爆の日である8月9日を祝日とするのは望ましくないという意見が出たため、閉会式当日の8月8日（日曜日）に移動させ、翌日の9日（月曜日）は振替休日とすることになった。

## 制定の経緯
1961年7月27日、読売新聞の社会面において「山の日を制定しよう - 立山大集会閉会式で決議」と題された報道がなされた。日本山岳会常務理事で山の日アンバサダーを務める萩原浩司は、この報道が山の日制定運動に関して初めてメディアで取り上げられたものではないかとしている。
立山大集会とは、読売新聞社が富山で主宰し、7月中旬より一週間にわたって開催した山岳イベントであり、記事では同集会に出席した東京の代表が山の日の制定を提唱し、主催者側が「あらゆる組織を通じて山の日制定に努力したい」として応答したと記載されている。その後、1992年には日本アルパイン・ガイド協会（現日本山岳ガイド協会）が10月3日を登山の日として定め、様々な企画を催したが、国民の中で定着するには至らなかった。
FAOによって国際山岳年と定められた2002年に入ると山岳に関わる活動が活発化し、同年7月に静岡県富士宮市で執り行われたイベント「富士山エコ・フォーラム」において山の日の制定が改めて提唱された。
こうした動きを受けて、日本山岳会は2009年に「山の日制定プロジェクト」を立ち上げ、報道関係者に向けて記者会見を行った。2010年に入ると日本山岳協会、日本勤労者山岳連盟、日本山岳ガイド協会、日本ヒマラヤン・アドベンチャー・トラストら山岳団体によって「山の日」制定協議会が発足した。
また、都道府県レベルでのこうした活動は既に行われており、2012年時点で13の府県によって山の日という名称で記念日を制定していた。
国民の祝日として「山の日」を制定することを求める日本山岳会をはじめとする全国「山の日」協議会加盟諸団体や既に「山の日」を制定していた地方自治体、その他山岳関係者や自然保護団体等からの意見を受け、2013年4月、超党派の議員連盟「「山の日」制定議員連盟」（会長：衛藤征士郎、幹事長：丸川珠代、事務局長：務台俊介、副会長は7党派から。最高顧問：谷垣禎一）が設立され、参加者は110名にのぼった。
2013年6月30日に「山の日」制定議員連盟が開いた総会にて、6月上旬、海の日の翌日、お盆前、日曜日を祝日とする案の中から、お盆休みと連続させやすい利点があるとして、お盆前の8月12日を祝日とする案が採用された。
しかし8月12日は、1985年（昭和60年）に犠牲者が世界最多の単独事故である日本航空123便墜落事故が発生した日であり、しかも123便が墜落した場所も御巣鷹の尾根、つまり「山」という事から、御巣鷹の尾根がある群馬県選出の衆議院議員小渕優子らが「JAL123便事故が起きた日をお祝いするのは違和感を覚える。これでは山の日ではなく『御巣鷹山の日』になってしまう」と懸念を示し、また群馬県知事大澤正明もJAL123便事故を理由に日付の見直しを求めたことを受け、議員連盟は11月22日の総会で最終的に8月11日を山の日とすることを決定した。
なお、8月11日の意味合いについて、漢数字の「八」の文字が山の形に見えることや、「11」に木が立ち並ぶイメージがあることから、都道府県の山の日で多く用いられていることを指摘する報道もあるが、ともに正式な由来ではなく、あくまで後付けの説明に過ぎない。
2014年（平成26年）3月28日、自民党、民主党、日本維新の会、公明党、みんなの党、結いの党、共産党、生活の党、社民党の9党は共同で祝日法の改正案を衆議院第186回国会に提出した。同年4月25日、衆議院本会議で9党の賛成多数で可決、参議院に送られた。同年5月23日に参議院本会議において改正祝日法が賛成多数で可決、成立した。

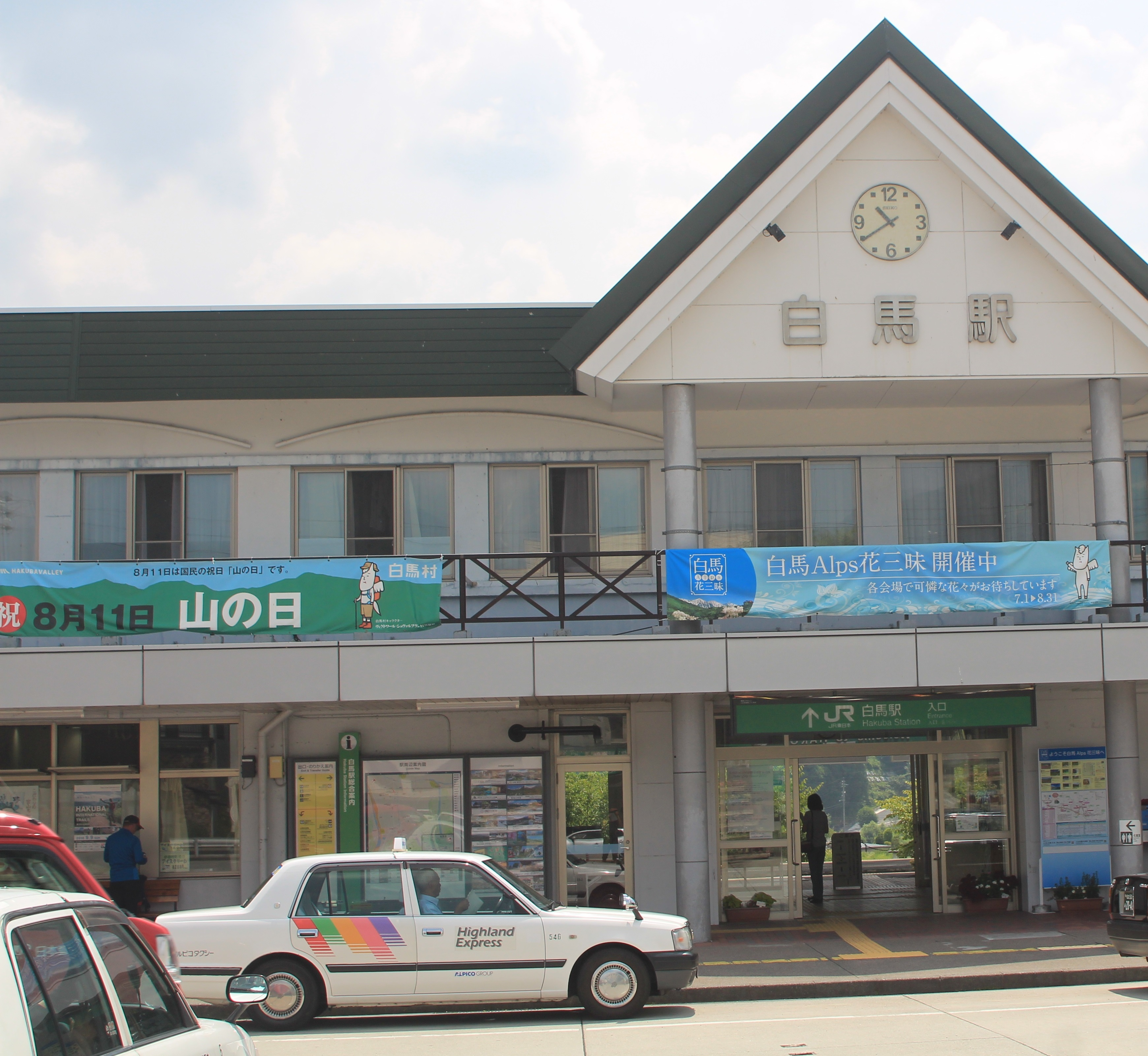
2018年に白馬駅で掲示された「祝8月11日 山の日」の横断幕

日本の祝日の数は16となり、2016年（平成28年）から8月11日が「山の日」となった。
この祝日が制定されたことで、天皇誕生日が12月23日だった2018年までは祝日の設定がない月は6月のみとなっていた。2019年4月30日に天皇の退位等に関する皇室典範特例法が施行されて天皇誕生日が2月23日に移動したことに伴い、2019年から、祝日のない月は6月と12月の2つとなった。

## 影響
当初はお盆（8月13日 - 8月15日）の前日に制定し、お盆休みを連続させることが目的であったが、8月11日に制定したことで、間の8月12日も併せて休みにする企業がある一方、休日の並びによっては超大型連休の発生や8月12日を境に、連休が分裂することもある。なお、企業による休みの分散化が進むなか、そこまで影響は出ないとの意見もあるほか、大学生や生徒にとっては、そもそも夏休み期間中であり、影響は限定的である。

## 記念全国大会
- 2016年8月10日・11日 - 第1回「山の日」記念全国大会in上高地（長野県松本市上高地及び松本市）[12]
  - 11日には、皇太子徳仁親王、同妃雅子、敬宮愛子内親王、オーストリア・スイス他各国大使館関係者、県・市町村関係者、山岳関係者（400 - 500人）による記念式典が上高地バスターミナル会場で開催された[13]。
- 2017年8月10日・11日 - 第2回「山の日」記念全国大会in那須（栃木県那須町）[14]。
- 2018年8月10日・11日 - 第3回「山の日」記念全国大会in鳥取（鳥取県米子市及び大山町）
- 2019年8月10日・11日 - 第4回「山の日」記念全国大会Yamanashi（山梨県甲府市）

## 山の日制定議員連盟
山の日の制定を目的とする超党派の議員連盟。2013年4月10日設立。
会長は衛藤征士郎、事務局長は務台俊介。制定が実現したため役割を終えた。

### 呼びかけ人
いずれも衆議院議員（7党8議員）、五十音順。
- 安住淳（民主党）
- 漆原良夫（公明党）
- 衛藤征士郎（自由民主党）
- 柿沢未途（結いの党）
- 穀田恵二（日本共産党）
- 鈴木克昌（生活の党）
- 谷垣禎一（自由民主党）
- 藤井孝男（日本維新の会）

## 地方自治体が制定する山の日
| 都道府県 | 日付          | 名称                 |
| -------- | ------------- | -------------------- |
| 群馬県   | 10月第1月曜日 | ぐんま山の日（廃止） |
| 千葉県   | 5月17日       | 里山の日             |
| 長野県   | 7月第4日曜日  | 信州山の日           |
| 山梨県   | 8月8日        | やまなし山の日       |
| 岐阜県   | 8月8日        | ぎふ山の日           |
| 静岡県   | 2月23日       | 富士山の日           |
| 大阪府   | 11月第2土曜日 | おおさか「山の日」   |
| 奈良県   | 7月第3月曜日  | 奈良県山の日川の日   |
| 和歌山県 | 11月7日       | 紀州・山の日         |
| 広島県   | 6月第1日曜日  | ひろしま「山の日」   |
| 香川県   | 11月11日      | かがわ山の日         |
| 愛媛県   | 11月11日      | えひめ山の日         |
| 高知県   | 11月11日      | こうち山の日         |

「山の日」が国民の祝日として制定される前から、以下の府県では独自に条例などで「山の日」を設けている。「八」の文字が山の形に見えるため「8」、木が立ち並ぶイメージから「11」を使う傾向があるという。長野県北安曇郡松川村（「あずみの松川山の日」。5月第3土曜日。2011年制定）など、「山の日」を市町村単位で設けている例も見られる。
このうち群馬県は、2016年から国民の祝日として「山の日」が施行され、国民の祝日制定という目的の一つが達成されたことを受け、群馬県他37団体による「ぐんま山と森の月間推進協議会」が2010年に制定した「ぐんま山の日」（毎年10月第1日曜日）・「ぐんま山と森の月間」（毎年10月）を2016年5月に廃止した。「ぐんま山と森の月間推進協議会」は名称を「ぐんま山と森林（もり）推進協議会」と改め、「ぐんま山の日」・「ぐんま山と森の月間」に行っていた啓発活動等は8月11日の国民の祝日「山の日」に合わせて行うことになった。

## 関連する記念日
「山の日」制定にあやかり、明治は同日を「きのこの山の日」として制定。一般社団法人日本記念日協会に申請、同協会が認定した。制定理由は、チョコレートの部分を縦に2つ並べると「8」に、クラッカーの部分を2つ横に並べると「11」になることと、国民の祝日の「山の日」に合わせて「山」の名前がつく商品に親しんでもらいたいから、としている。2016年8月11日当日は東京・新宿で「ヤッホー」を叫ぶイベント「きのこの山びこ」を開催した。